# Gumstix

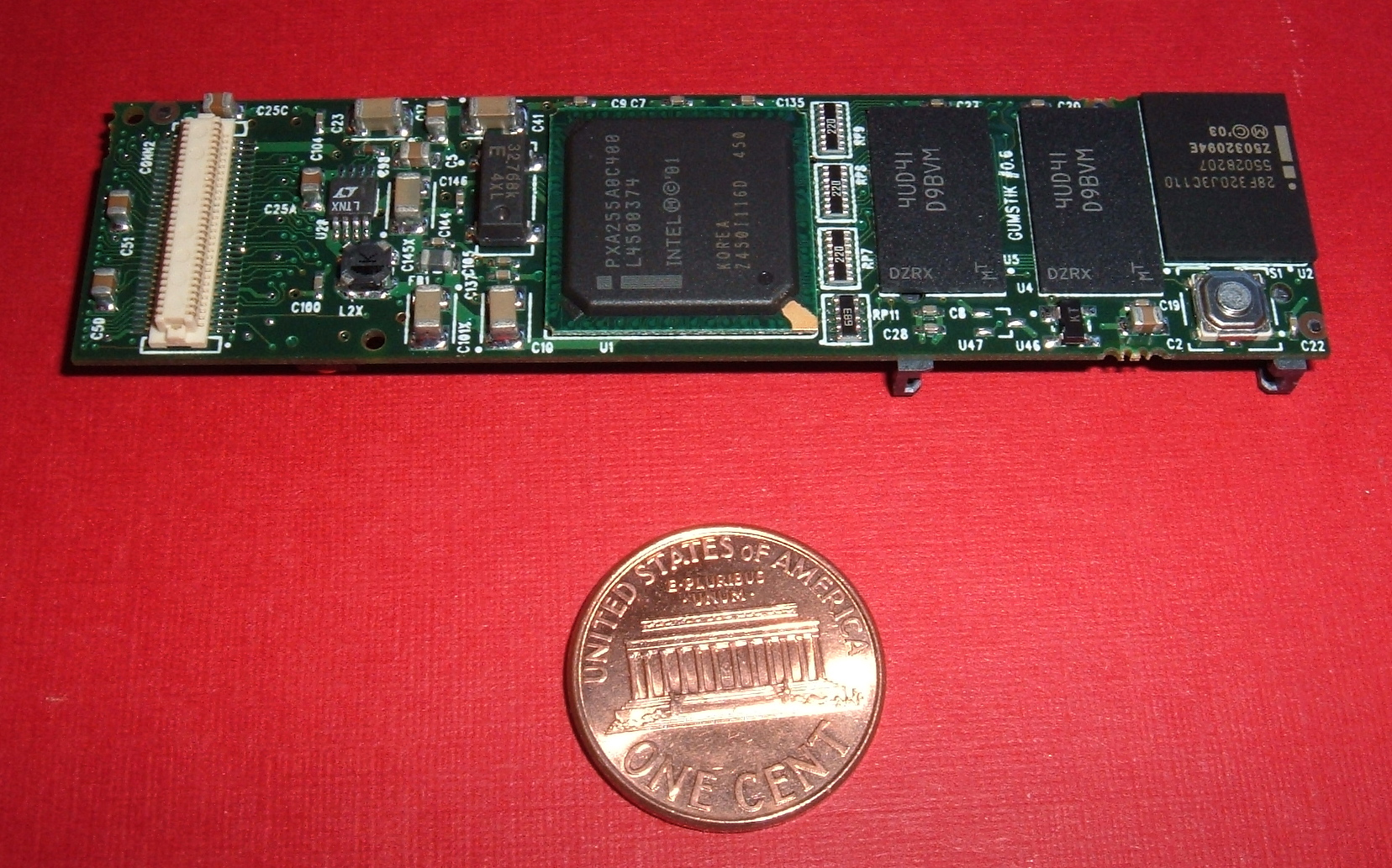
Een Gumstix.

Gumstix is een stick-pc en mininetwerkcomputer die amper groter is dan een USB-stick en die plaats biedt voor een volledige Linux-configuratie als webserver, printserver, VoIP-telefonieserver of als veiligheidssysteem.

## Ontwerp
De Gumstix kwam uit in 2003 en is een SoC met ARM-architectuur en draait op de Linux 2.6-kernel in het flashgeheugen. De opzet van de Gumstix was een minicomputer te ontwerpen naar het formaat van een reep kauwgom.
De Gumstix is uitgerust met een Intel Xscale-processor van 200MHz of 400MHz,  64MB RAM, en standaard met een Linux 2.6.0-kernel in het flashgeheugen. Naargelang het model zijn er nog extra opties zoals bluetooth, USB en een netwerkkaart.

## Gumstix programmeren
De Gumstix is een embedded computersysteem dat volledig in een Linux-omgeving werkt. Het voordeel hiervan is dat er veel ontwikkelgereedschappen zijn. Het maken van software voor de Gumstix gebeurt door gekruiste compilatie (cross-compilation). Dit zorgt voor een snellere werking en zet automatisch het resultaat op de Gumstix.
De Gumstix kan met deze programmeertalen werken:
- C
- sh scripting
- C++
- Java
- Awk
- Perl (in de vorm van MicroPerl)
- Python
- Tcl

## Toepassing
Het wordt vooral gebruikt door embedded-Linuxontwikkelaars die een prototype willen bouwen. De Gumstix kan ook worden voorzien van Windows CE.